# Arrian
Arrian (egtl. Lucius Flavius Arrianus) (ca. 86-160) var en romersk historiker og filosof af græsk oprindelse. Hans historiske værker er skrevet på attisk græsk, mens hans filosofiske skrifter er skrevet på koine.
Han er mest kendt for sit værk Alexandrou Anabasis (Alexanders bedrifter), som er en af de vigtigste kilder til Alexander den Stores liv. Værket bygger på flere kilder fra Alexanders samtid bl.a. Callisthenes' tabte værk og Ptolemaios Soters biografi om Alexander.  Han har også skrevet Enchiridion, en kort oversigt over Epiktets stoiske filosofi. Arrian er senest oversat til dansk af Martin Clarentius Gertz i 1915.